# Philip Larkin
Philip Arthur Larkin (Coventry, 9. kolovoza 1922. – Kingston upon Hull, 2. prosinca 1985.), britanski književnik.
U poeziji bilježi viđeno i doživljeno, ali kao vanjski promatrač, bez optimizma i vjere u ljudske mogućnosti. Autor je vrijedne antologijske zbirke poezije "Oxford Book of Twentieth Century English Verse". Pisao je i romane te kritičke osvrte.
Larkin je i vrsni knjižničar zaslužan za prvu kompletnu digitalizaciju knjižničarske građe u Europi (Knjižnica Hull, 1979.). Osim književnog djelovanja, Larkin je bio i jedan od najpoznatijih jazz kritičara "All What Jazz".
Ugledni britanski časopis "The Times" je 2008. godine Philipa Larkina uvrstio na prvo mjesto top liste britanskih književnika poslijeratnog razdoblja (od 1945. do danas). Istovremeno, Britansko poetsko udruženje koje je T. S. Eliot osnovao 1950. Philipa Larkina drži "najdražim nacionalnim pjesnikom" (za života Larkin vlastitom odlukom "zaobilazi" posebnu titulu koju mu udjeljuje Kraljevstvo zbog doprinosa nacionalnoj kulturi).
Povodom obilježavanja dvadesetpete godišnjice smrti (2. prosinca) Philipa Larkina, po prvi put su u Hrvatskoj objavljeni izabrani prepjevi (u dvojezičnom izdanju) pjesama Philipa Larkina.
Pedeset prepjeva pjesama (iz opusa od ukupno 244 pjesme) iz sve četiri Larkinove zbirke poezije, kao i pjesama koje nisu objavljene u zbirkama, objavljeno je u knjizi "Poezija napuštanja" 2010. godine.

## Djela
- "Jill", 1946.
- "Djevojka u zimi", 1947.

### Poezija
- "Sjeverni brod", 1945.
- "Manje zavaran(a)", 1955.
- "Duhovska vjenčanja", 1964.
- "Visoki prozori", 1974.

## Vanjske poveznice
- Odabrane pjesme iz opusa Philipa Larkina (hrv. / eng.)